# Iguatemi
Iguatemi là một đô thị thuộc bang Mato Grosso do Sul, Brasil. Đô thị này có diện tích 2946,677 km², dân số năm 2007 là 14624 người, mật độ 4,96 người/km².